# Wiepersdorf (Schönewalde)
Wiepersdorf ist ein Ortsteil der Stadt Schönewalde im Landkreis Elbe-Elster in Brandenburg.
Der Ort liegt östlich der Kernstadt Schönewalde an der Einmündung der L 721 in die L 71. Nördlich verläuft die B 102, südlich die B 87 und westlich die B 101.
Nordwestlich und nördlich liegt das Bärwalder Ländchen. Östlich erstreckt sich das 2306  ha große Landschaftsschutzgebiet Körbaer Teich und Lebusaer Waldgebiet (siehe Liste der Landschaftsschutzgebiete in Brandenburg) mit dem Körbaer Teich, einem 25,8 ha großen See.
Etwa 10 km nordwestlich liegt der gleichnamige Ort Wiepersdorf mit dem Schloss Wiepersdorf. Er ist ein Ortsteil der Gemeinde Niederer Fläming im Landkreis Teltow-Fläming.

## Sehenswürdigkeiten

### Baudenkmale
In der Liste der Baudenkmale in Schönewalde ist für Wiepersdorf ein Baudenkmal aufgeführt:
- Die Dorfkirche ist ein rechteckiger flachgedeckter Granitquaderbau aus der 2. Hälfte des 13. Jahrhunderts, während der Turm im 14. Jahrhundert errichtet wurde. Die Ausstattung der Kirche stammt aus dem 19. Jahrhundert.